# Foucherans (Jura)
Foucherans település Franciaországban, Jura megyében. Lakosainak száma 2286 fő (2022. január 1.). Foucherans Champvans, Choisey, Damparis és Dole községekkel határos.

## Népesség
A település népességének változása:
| Lakosok száma | 1509 | 1523 | 1710 | 1625 | 2033 | 2118 | 2193 | 2266 | 2272 | 2286 |
|               | 1968 | 1982 | 1990 | 2006 | 2013 | 2015 | 2017 | 2019 | 2020 | 2022 |